# وارکورث (دژ)
وارکورث (انگلیسی: Warkworth Castle) قلعه‌ای ویران در انگلستان است.